# بلک‌برن بی-۴۸ فایرکرست
بلک‌برن بی-۴۸ فایرکرست (به انگلیسی: Blackburn_Firecrest) یک هواگرد ملخ‌پیشین تک‌موتوره از نوع جنگنده تهاجمی ساخت شرکت هواگردسازی بلک‌برن است. هواگرد بلک‌برن بی-۴۸ فایرکرست نخستین پروازش را در ۱ آوریل ۱۹۴۷ میلادی انجام داد. در مجموع، تعداد ۳ فروند از این هواگرد ساخته شده‌است.